# ネオソフト
ネオソフトは、雪印メグミルク（旧：雪印乳業）で1968年（昭和43年）から発売されているファットスプレッド。キャッチコピーは「パンにはやっぱりネオソフト」で、同社を代表するロングセラー商品である。同社の登録商標でもある（日本第2551139号）。

## 概要
1954年（昭和29年）、バターの代替需要を受ける形で、カートンに入った「ネオ マーガリン」の発売が開始された。バターに近い風味が人気を呼び、発売早々から生産が間に合わないほどの売れ行きとなった。
1968年（昭和43年）には「冷蔵庫から出してすぐパンにぬれるマーガリン」という要望に応え、カップ入りの「ネオ マーガリン ソフト」の発売が開始された（現在の商品に近い形）。その後は「ネオソフト」への商品名の変更、マーガリン規格からファットスプレッド規格への変更等を経て、発売から55年を過ぎた今でも雪印メグミルクの基幹商品となっている。
トランス脂肪酸の低減に取り組んでおり、現在では1食（10g）当り約0.05gまで低減されている。
また日本国外にも展開されており、台湾・香港・マレーシア・シンガポールでは現地専用商品が販売されている。

## 商品ラインナップ
- ネオソフト（300g、160g）
- ネオソフト コクのあるバター風味（280g、140g）
- ネオソフト ハーフ（160g）
- ネオソフト べに花（160g）

## 歴代CM出演者
- 山本耕史（1981年） - 子役時代に出演
- 西田敏行 - 1980年代に多数のCMに出演
- 安達祐実（1987年） - 兄妹で出演
- 岡江久美子（1987年-1988年） - 「ネオソフト クリームブレンド」に出演
- 浅野ゆう子（1988年-1992年） - 「ネオソフト ハーフ」に出演
- 和久井映見（1993年-1994年） - 「ネオソフト ハーフ」に出演
- 鈴木福（2010年-2011年）
- 橋本環奈（2014年-2015年）-「ネオソフト コクのあるバター風味」に出演
- 木南晴夏（2021年-） - 「キナミもやっぱりネオソフト」に出演[3][4]

## 競合商品
- コーンソフト（明治）